# نیپو–وینی فانتینی
نیپو–وینی فانتینی (انگلیسی: Nippo–Vini Fantini) یک تیم دوچرخه‌سواری در کشور ایتالیا است.
این تیم که در سا ۲۰۰۸ تأسیس شده در تورهای قاره‌ای دوچرخه‌سواری شرکت می‌کند.